# Nati nel 1996/Aprile
| Questa pagina contiene informazioni ricavate automaticamente dalle voci biografiche con l'ausilio del template Bio e di un bot. L'aggiornamento è periodico e automatico e ricostruisce completamente la pagina. Se manca una persona in questa lista, sei pregato di non aggiungerla, ma accertati piuttosto che la sua voce biografica contenga il template Bio e che i dati anagrafici siano correttamente compilati. Se il template Bio manca, inseriscilo tu stesso o, in alternativa, metti l'avviso {{tmp\|Bio}} che ne segnala la mancanza. Se i dati riportati sono sbagliati, correggi direttamente la voce biografica; le modifiche saranno visibili in questa lista entro pochi giorni. Per chiarimenti vedi il progetto biografie. La lista contiene solo le 462 persone che sono citate nell'enciclopedia e per le quali è stato implementato correttamente il template Bio. Pagina aggiornata al 18 ago 2025. |

- 1º aprile - Pelle van Amersfoort, calciatore olandese
- 1º aprile - Trenten Beram, velocista filippino
- 1º aprile - Javon Bess, cestista statunitense
- 1º aprile - Pablo Clavería, calciatore spagnolo
- 1º aprile - Shayne D'Cunha, ex calciatore indiano
- 1º aprile - Đorđe Denić, calciatore serbo
- 1º aprile - Kamran Ghasempour, lottatore iraniano
- 1º aprile - Jan Thomas Jenssen, fondista norvegese
- 1º aprile - Daiki Miya, calciatore giapponese
- 1º aprile - Josepablo Monreal, calciatore cileno
- 1º aprile - Zoran Nikolić, cestista montenegrino
- 1º aprile - Raphael Obermair, calciatore filippino
- 1º aprile - Jasmine Tessari, danzatrice su ghiaccio italiana
- 1º aprile - Riccardo Vecchi, pallavolista italiano
- 1º aprile - Paolo Ventura, fondista italiano
- 2 aprile - Stefan Babinsky, sciatore alpino austriaco
- 2 aprile - Cohen Bramall, calciatore inglese
- 2 aprile - Zach Bryan, cantautore statunitense
- 2 aprile - Polina Fëdorova, ginnasta russa
- 2 aprile - György Golomán, cestista ungherese
- 2 aprile - Jostein Gundersen, calciatore norvegese
- 2 aprile - Malik Hooker, giocatore di football americano statunitense
- 2 aprile - Jérôme Lymann, snowboarder svizzero
- 2 aprile - Tinara Moore, cestista statunitense
- 2 aprile - Ninho, rapper francese
- 2 aprile - André Onana, calciatore camerunese
- 2 aprile - Nina Ortlieb, sciatrice alpina austriaca
- 2 aprile - Payton Otterdahl, pesista statunitense
- 2 aprile - Matheus Santana, nuotatore brasiliano
- 2 aprile - Kirill Smirnov, arciere russo
- 3 aprile - Timo Barthel, tuffatore tedesco
- 3 aprile - Ibrahima Conté, calciatore guineano
- 3 aprile - Youri Duplessis Kergomard, sciatore freestyle francese
- 3 aprile - Mayo Hibi, tennista giapponese
- 3 aprile - Sarah Jeffery, attrice, cantante e ballerina canadese
- 3 aprile - Anthony Lawrence, ex giocatore di football americano e allenatore di football americano statunitense
- 3 aprile - Lee Chih-kai, ginnasta taiwanese
- 3 aprile - Sori Mané, calciatore guineense
- 3 aprile - Marko Radovanović, cestista serbo
- 3 aprile - Celso Raposo, calciatore portoghese
- 3 aprile - Fabián Ruiz, calciatore spagnolo
- 3 aprile - Jacob Stockdale, rugbista a 15 nordirlandese
- 3 aprile - Emiliano Álvarez Longo, calciatore uruguaiano
- 4 aprile - Giulia Bursi, calciatrice italiana
- 4 aprile - Kenta Chiba, ginnasta giapponese
- 4 aprile - Rasmus Karjalainen, calciatore finlandese
- 4 aprile - Mitch Keller, giocatore di baseball statunitense
- 4 aprile - William Kenndal, calciatore svedese
- 4 aprile - Geremy Lombardi, ex calciatore dominicano
- 4 aprile - Austin Mahone, cantante statunitense
- 4 aprile - Stevan Mićić, lottatore serbo
- 4 aprile - Bogdan Mladenović, calciatore serbo
- 4 aprile - Urho Nissilä, calciatore finlandese
- 4 aprile - Andrea Padula, calciatore italiano
- 4 aprile - Rod Paradot, attore francese
- 4 aprile - Marko Pervan, calciatore croato
- 4 aprile - Jannik Steimle, ciclista su strada tedesco
- 4 aprile - Marco Vitelli, pallavolista italiano
- 4 aprile - Justin Watson, giocatore di football americano statunitense
- 5 aprile - Fiifi Aidoo, cestista ghanese
- 5 aprile - Alyson Vinícius Almeida Neves, calciatore brasiliano
- 5 aprile - Abdelraouf Benguit, calciatore algerino
- 5 aprile - Mura Masa, musicista, disc jockey e cantautore britannico
- 5 aprile - Vince Edwards, cestista statunitense
- 5 aprile - Diego Flaccadori, cestista italiano
- 5 aprile - Gustavo Hebling, calciatore brasiliano
- 5 aprile - Trey Kell, cestista statunitense
- 5 aprile - Mao Kunii, ginnasta giapponese
- 5 aprile - Märten Kuusk, calciatore estone
- 5 aprile - Andoni López, calciatore spagnolo
- 5 aprile - Jake Mulraney, calciatore irlandese
- 5 aprile - Thomas Rodríguez, calciatore cileno
- 5 aprile - Ahmed Reda Tagnaouti, calciatore marocchino
- 5 aprile - Uğurcan Çakır, calciatore turco
- 6 aprile - Ali Elmusrati, calciatore libico
- 6 aprile - Marta Bijan, cantante polacca
- 6 aprile - Andreas Buri, giocatore di football americano svizzero
- 6 aprile - Federico Caricasulo, pilota motociclistico italiano
- 6 aprile - Bryan Colula, calciatore messicano
- 6 aprile - Nabil Emad, calciatore egiziano
- 6 aprile - Kristian Flatabø, giocatore di calcio a 5 e calciatore norvegese
- 6 aprile - Myha'la Herrold, attrice statunitense
- 6 aprile - Vita Horobec', cestista ucraina
- 6 aprile - Teerapat Lohanan, attore thailandese
- 6 aprile - Shelby McEwen, altista statunitense
- 6 aprile - Jannik Pohl, calciatore danese
- 6 aprile - Tomáš Portyk, combinatista nordico ceco
- 6 aprile - Tajmuraz Salkazanov, lottatore russo
- 6 aprile - Mikita Scjapanaŭ, calciatore bielorusso
- 6 aprile - Nicolás Sosa, calciatore uruguaiano
- 6 aprile - Jack Stacey, calciatore inglese
- 6 aprile - Jack Stauber, cantautore e animatore statunitense
- 6 aprile - Kōhei Tezuka, calciatore giapponese
- 6 aprile - Tomáš Vestenický, calciatore slovacco
- 6 aprile - Aleksandar Vukic, tennista australiano
- 7 aprile - Sultan Al-Brake, calciatore qatariota
- 7 aprile - Alisson Farias, calciatore brasiliano
- 7 aprile - Laurie Blouin, snowboarder canadese
- 7 aprile - Brekkott Chapman, cestista statunitense
- 7 aprile - Josh Cullen, calciatore inglese
- 7 aprile - Yohan Demoncy, calciatore francese
- 7 aprile - Michael Estrada, calciatore ecuadoriano
- 7 aprile - Paris Kea, ex cestista statunitense
- 7 aprile - Filip Zorvan, calciatore ceco
- 7 aprile - Stijn van Tilburg, pallavolista olandese
- 8 aprile - Dillon Barnes, calciatore giamaicano
- 8 aprile - Anthony Belleau, rugbista a 15 francese
- 8 aprile - Ali Cengiz, lottatore turco
- 8 aprile - Gabriel Cullaigh, ex ciclista su strada e pistard britannico
- 8 aprile - Florentina Iușco, lunghista, triplista e bobbista rumena
- 8 aprile - Anna Korakakī, tiratrice a segno greca
- 8 aprile - Markus Lončar, cestista bosniaco
- 8 aprile - Bektemir Melikuziev, pugile uzbeko
- 8 aprile - Nguyễn Minh Trí, giocatore di calcio a 5 vietnamita
- 8 aprile - George Pușcaș, calciatore rumeno
- 8 aprile - Anthony Ribelin, calciatore francese
- 8 aprile - Verena Rohrer, ex snowboarder svizzera
- 8 aprile - Caroline Werner, tennista tedesca
- 9 aprile - Ignacio Alabart, hockeista su pista spagnolo
- 9 aprile - Ron Broja, calciatore kosovaro
- 9 aprile - Anderson Emanuel, calciatore angolano
- 9 aprile - Joyskim Dawa, calciatore camerunese
- 9 aprile - Emerson Hyndman, calciatore statunitense
- 9 aprile - Celina Leffler, multiplista tedesca
- 9 aprile - Bence Lenzsér, calciatore ungherese
- 9 aprile - Giovani Lo Celso, calciatore argentino
- 9 aprile - Tyler Lydon, ex cestista statunitense
- 9 aprile - Chase McLaughlin, giocatore di football americano statunitense
- 9 aprile - Jordan McLaughlin, cestista statunitense
- 9 aprile - Yūka Momiki, calciatrice giapponese
- 9 aprile - Francisco Muse, giavellottista cileno
- 9 aprile - Alfonso Pedraza, calciatore spagnolo
- 9 aprile - Kevin Serapio, calciatore nicaraguense
- 9 aprile - Åge Solheim, ex sciatore alpino norvegese
- 9 aprile - Nicolás Talpone, calciatore argentino
- 9 aprile - Anthī Vasilantōnakī, pallavolista greca
- 10 aprile - Salem Al-Hajri, calciatore qatariota
- 10 aprile - Noam Baumann, calciatore svizzero
- 10 aprile - Stéphen Boyer, pallavolista francese
- 10 aprile - Pauline Bremer, calciatrice tedesca
- 10 aprile - Sandeep Chaudhary, atleta paralimpico indiano
- 10 aprile - Andreas Christensen, calciatore danese
- 10 aprile - Lassana Coulibaly, calciatore maliano
- 10 aprile - Ramiro Cristóbal, calciatore uruguaiano
- 10 aprile - Alice Degradi, pallavolista italiana
- 10 aprile - Lucas Eriksson, ciclista su strada svedese
- 10 aprile - Antonino Fiorentino, giocatore di bowling italiano
- 10 aprile - Chavares Flanigan, cestista statunitense
- 10 aprile - Laurits Follert, canottiere tedesco
- 10 aprile - Thanasi Kokkinakis, tennista australiano
- 10 aprile - Tomoyo Kurosawa, doppiatrice, attrice e cantante giapponese
- 10 aprile - Mattie Liptak, attore statunitense
- 10 aprile - Mattias Markusson, cestista svedese
- 10 aprile - Petra Nardelli, velocista italiana
- 10 aprile - Loïc Nottet, cantante, cantautore e ballerino belga
- 10 aprile - Christoph Rabitsch, ex calciatore austriaco
- 10 aprile - Liam Smith, calciatore scozzese
- 10 aprile - Fabian Wilkens Solheim, ex sciatore alpino norvegese
- 10 aprile - Jefferson Nem, calciatore brasiliano
- 10 aprile - Denis Vavro, calciatore slovacco
- 10 aprile - Audrey Whitby, attrice e comica statunitense
- 10 aprile - Elias Ymer, tennista svedese
- 11 aprile - Dele Alli, calciatore inglese
- 11 aprile - Jake Browning, giocatore di football americano statunitense
- 11 aprile - Patrick Burner, calciatore francese
- 11 aprile - Brando Caruso, sciatore nautico italiano
- 11 aprile - Márton Dina, ciclista su strada e mountain biker ungherese
- 11 aprile - Jake Luton, giocatore di football americano statunitense
- 11 aprile - Tereza Mašková, cantante ceca
- 11 aprile - Fabian Obmann, snowboarder austriaco
- 11 aprile - Facundo Ospitaleche, calciatore uruguaiano
- 11 aprile - Ana Petrušič, taekwondoka slovena
- 11 aprile - Phan Văn Đức, calciatore vietnamita
- 11 aprile - Dorian Pickens, ex cestista statunitense
- 11 aprile - Tamsir Seck, giocatore di football americano italiano
- 11 aprile - Summer Walker, cantante statunitense
- 12 aprile - Jan Bednarek, calciatore polacco
- 12 aprile - Matteo Berrettini, tennista italiano
- 12 aprile - Aaron Blunck, sciatore freestyle statunitense
- 12 aprile - Desonta Bradford, cestista statunitense
- 12 aprile - Uzur Dzhuzupbekov, lottatore kirghiso
- 12 aprile - Devlin Hodges, giocatore di football americano statunitense
- 12 aprile - Elizaveta Kuličkova, tennista russa
- 12 aprile - Rinalds Mālmanis, cestista lettone
- 12 aprile - Vanessa Marques, calciatrice portoghese
- 12 aprile - Justin Mathieu, calciatore olandese
- 12 aprile - Nguyễn Văn Toàn, calciatore vietnamita
- 12 aprile - Martina Perruchon, ex sciatrice alpina italiana
- 12 aprile - Ylber Ramadani, calciatore albanese
- 12 aprile - Anton Salétros, calciatore svedese
- 13 aprile - Corey Ballentine, giocatore di football americano giamaicano
- 13 aprile - Florent Bojaj, calciatore albanese
- 13 aprile - Isaiah Briscoe, cestista statunitense
- 13 aprile - Chase Edmonds, giocatore di football americano statunitense
- 13 aprile - Marko Grujić, calciatore serbo
- 13 aprile - Kristoffer Halvorsen, ex ciclista su strada norvegese
- 13 aprile - Omar Islas, calciatore messicano
- 13 aprile - Rihards Lomažs, cestista lettone
- 13 aprile - Taishin Minamide, nuotatore giapponese
- 13 aprile - Marcos Felipe, calciatore brasiliano
- 13 aprile - Amirbek Çūraboev, calciatore tagiko
- 13 aprile - Lukáš Čmelík, calciatore slovacco
- 14 aprile - Abdelkrim Baadi, calciatore marocchino
- 14 aprile - Abigail Breslin, attrice statunitense
- 14 aprile - Chance Comanche, ex cestista statunitense
- 14 aprile - Tujana Dašidoržieva, arciera russa
- 14 aprile - Dennis Olsen, pilota automobilistico norvegese
- 14 aprile - Karel Hanika, pilota motociclistico ceco
- 14 aprile - Diego Herazo, calciatore colombiano
- 14 aprile - Patrick Joosten, calciatore olandese
- 14 aprile - Matija Kolarić, calciatore croato
- 14 aprile - Kate Krēsliņa, cestista lettone
- 14 aprile - Antoine Léautey, calciatore francese
- 14 aprile - Shermaine Martina, calciatore olandese
- 14 aprile - Shermar Martina, calciatore olandese
- 14 aprile - Frederik Norys, ex sciatore alpino tedesco
- 14 aprile - Masaya Okugawa, calciatore giapponese
- 14 aprile - Abby Quinn, attrice statunitense
- 14 aprile - Leon Ruff, wrestler statunitense
- 14 aprile - Vajebah Sakor, calciatore norvegese
- 14 aprile - Shin Jee-won, attrice e personaggio televisivo sudcoreana
- 14 aprile - Carlos Strandberg, calciatore svedese
- 14 aprile - Luke Thallon, attore teatrale britannico
- 14 aprile - Vũ Văn Thanh, calciatore vietnamita
- 14 aprile - Anton Zin'kovskij, calciatore russo
- 14 aprile - Dzjanis Ščarbicki, calciatore bielorusso
- 15 aprile - Julián Bartolo, calciatore argentino
- 15 aprile - Aljaksandr Džyhera, calciatore bielorusso
- 15 aprile - Edimilson Fernandes, calciatore svizzero
- 15 aprile - Jake Galea, calciatore maltese
- 15 aprile - Dmytro Kl'oc, calciatore ucraino
- 15 aprile - Oleksandr Kobec', cestista ucraino
- 15 aprile - Kyra Lamberink, pistard olandese
- 15 aprile - Joshua Mees, calciatore tedesco
- 15 aprile - Ryuju Nagayama, judoka giapponese
- 15 aprile - Laura Quevedo, cestista spagnola
- 15 aprile - İpek Soylu, ex tennista turca
- 15 aprile - Svetlana Čimrova, nuotatrice russa
- 16 aprile - Alberto Cerri, calciatore italiano
- 16 aprile - Konstantinos Chamalidis, taekwondoka greco
- 16 aprile - Caroline Colombo, ex biatleta francese
- 16 aprile - Gerson Domingos, cestista angolano
- 16 aprile - Magica Gilly, illusionista italiana
- 16 aprile - Kianz Froese, calciatore cubano
- 16 aprile - Cheick Keita, calciatore maliano
- 16 aprile - Dariusz Kowaluk, velocista polacco
- 16 aprile - Lin Yun, attrice cinese
- 16 aprile - Kento Misao, calciatore giapponese
- 16 aprile - Aaron Sanders, attore statunitense
- 16 aprile - Anya Taylor-Joy, attrice e ex modella statunitense
- 16 aprile - Taylor Townsend, tennista statunitense
- 17 aprile - Alexander Achinioti-Jönsson, calciatore svedese
- 17 aprile - Dee Dee Davis, attrice e doppiatrice statunitense
- 17 aprile - Tony van Diepen, velocista e mezzofondista olandese
- 17 aprile - Aitor Embela, calciatore spagnolo
- 17 aprile - Inessa Kaagman, calciatrice olandese
- 17 aprile - Nikola Kočović, cestista serbo
- 17 aprile - Nik Lorbek, calciatore sloveno
- 17 aprile - Gianluca Mancini, calciatore italiano
- 17 aprile - Douglas Moreira Fagundes, calciatore brasiliano
- 17 aprile - Shintarō Nago, calciatore giapponese
- 17 aprile - Doğuş Özdemiroğlu, cestista turco
- 17 aprile - Jakub Popiwczak, pallavolista polacco
- 17 aprile - Lars Rüdiger, tuffatore tedesco
- 17 aprile - Tamatoa Tetauira, calciatore francese
- 17 aprile - Marlon Torres, calciatore colombiano
- 18 aprile - Leonardo Acevedo, calciatore colombiano
- 18 aprile - Mariah Bell, pattinatrice artistica su ghiaccio statunitense
- 18 aprile - Carmine Buschini, attore italiano
- 18 aprile - Cameron Crestani, calciatore australiano
- 18 aprile - Daniil Dubov, scacchista russo
- 18 aprile - Denzel Dumfries, calciatore olandese
- 18 aprile - Felipe Jaramillo, calciatore colombiano
- 18 aprile - Valerio Mantovani, calciatore italiano
- 18 aprile - Patrick Müller, ex ciclista su strada e pistard svizzero
- 18 aprile - Oleksandr Osman, calciatore ucraino
- 18 aprile - Camille Sainte-Luce, martellista francese
- 18 aprile - Ski Mask the Slump God, rapper statunitense
- 18 aprile - Finn Stokkers, calciatore olandese
- 18 aprile - Aljaksej Žyhalkovič, cantante bielorusso
- 19 aprile - Carlos Acevedo, calciatore messicano
- 19 aprile - Agnes Alexiusson, pugile svedese
- 19 aprile - Kevin Larrea, calciatore uruguaiano
- 19 aprile - Petar Bosančić, calciatore croato
- 19 aprile - Manuel Capasso, calciatore argentino
- 19 aprile - Lydia DeWeese, pallavolista statunitense
- 19 aprile - Shkelqim Demhasaj, calciatore svizzero
- 19 aprile - David Henen, calciatore belga
- 19 aprile - Corey Johnson, cestista canadese
- 19 aprile - Mladen Jutrić, calciatore austriaco
- 19 aprile - Michelle Kroppen, arciera tedesca
- 19 aprile - Abdelmalik Muktar, nuotatore etiope
- 19 aprile - Yeferson Quintana, calciatore uruguaiano
- 19 aprile - Adrián Riera, calciatore spagnolo
- 19 aprile - Oriana Sabatini, attrice, cantante e modella argentina
- 19 aprile - Danylo Sahutkin, calciatore ucraino
- 19 aprile - Erik Valnes, fondista norvegese
- 20 aprile - Grigol Chabradze, calciatore georgiano
- 20 aprile - Kris Clyburn, cestista statunitense
- 20 aprile - Anna Danesi, pallavolista italiana
- 20 aprile - Francesco Di Mariano, calciatore italiano
- 20 aprile - Mateja Kunović, taekwondoka croata
- 20 aprile - Ricardo Lagos, calciatore peruviano
- 20 aprile - Anže Lanišek, saltatore con gli sci sloveno
- 20 aprile - Bastian Meisen, ex sciatore alpino tedesco
- 20 aprile - Divine Naah, calciatore ghanese
- 20 aprile - Kabba Sambou, calciatore gambiano
- 21 aprile - Nick Allegretti, giocatore di football americano statunitense
- 21 aprile - Fábio Samuel Amorim Silva, calciatore portoghese
- 21 aprile - Iván Arboleda, calciatore colombiano
- 21 aprile - Janine Berger, ginnasta tedesca
- 21 aprile - Gastón Faber, calciatore uruguaiano
- 21 aprile - Tavi Gevinson, blogger, scrittrice e attrice statunitense
- 21 aprile - Arianne Hartono, tennista olandese
- 21 aprile - Christian Kühlwetter, calciatore tedesco
- 21 aprile - Marko Mihojević, calciatore bosniaco
- 21 aprile - Luisa Neubauer, politica e attivista tedesca
- 21 aprile - Miloš Ostojić, calciatore serbo
- 21 aprile - Sergi Quintela, cestista spagnolo
- 21 aprile - İvan Tixonov, ginnasta azero
- 21 aprile - Esmee Vermeulen, nuotatrice olandese
- 22 aprile - Srđan Babić, calciatore serbo
- 22 aprile - Ilaria Battistoni, pallavolista italiana
- 22 aprile - Elsie Bay, cantautrice norvegese
- 22 aprile - Tamerlan Bašaev, judoka russo
- 22 aprile - Marco Bustos, calciatore canadese
- 22 aprile - Eudice Chong, tennista hongkonghese
- 22 aprile - Andrea Compagno, calciatore italiano
- 22 aprile - Jay Duffy, attore irlandese
- 22 aprile - Go Youn-jung, attrice sudcoreana
- 22 aprile - Raúl Gudiño, calciatore messicano
- 22 aprile - Alize Johnson, cestista statunitense
- 22 aprile - Ivan Näsberg, calciatore norvegese
- 22 aprile - Kieran O'Hara, calciatore inglese
- 22 aprile - Adrian Pertl, sciatore alpino austriaco
- 22 aprile - Craig Randall II, cestista statunitense
- 22 aprile - Olena Starikova, pistard ucraina
- 22 aprile - Aldin Turkeš, calciatore svizzero
- 23 aprile - Fawaz Al-Sqoor, calciatore saudita
- 23 aprile - Matthieu Bailet, sciatore alpino francese
- 23 aprile - Andrij Borjačuk, calciatore ucraino
- 23 aprile - Carolina Meligeni Alves, tennista brasiliana
- 23 aprile - Richard Celis, calciatore venezuelano
- 23 aprile - Turgay Gemicibaşi, calciatore turco
- 23 aprile - Álex Márquez, pilota motociclistico spagnolo
- 23 aprile - Simone Palombi, calciatore italiano
- 23 aprile - Paula Ramírez, nuotatrice artistica spagnola
- 23 aprile - Charlie Rowe, attore britannico
- 23 aprile - Gavin Sheets, giocatore di baseball statunitense
- 23 aprile - Aleksandr Trošečkin, calciatore russo
- 23 aprile - Aleksandr Vlasov, ciclista su strada russo
- 23 aprile - Woo Sang-hyeok, altista sudcoreano
- 23 aprile - Artiom Zabun, calciatore moldavo
- 23 aprile - Zohar Zarwan, calciatore singalese
- 24 aprile - Asa Andō, sciatrice alpina giapponese
- 24 aprile - Ashleigh Barty, ex tennista australiana
- 24 aprile - Jack Byrne, calciatore irlandese
- 24 aprile - Avital Carroll, sciatrice freestyle statunitense
- 24 aprile - D'Onta Foreman, giocatore di football americano statunitense
- 24 aprile - Astride Gneto, judoka francese
- 24 aprile - Ainise Havili, pallavolista e allenatrice di pallavolo statunitense
- 24 aprile - Anna Hopkin, nuotatrice britannica
- 24 aprile - Jonathan Kasibabu, cestista della Repubblica Democratica del Congo
- 24 aprile - Ali Lajami, calciatore saudita
- 24 aprile - Ondřej Machuča, calciatore ceco
- 24 aprile - Aleksandr Makarov, ex calciatore russo
- 24 aprile - Marcel Papama, calciatore namibiano
- 24 aprile - Ukyō Sasahara, pilota automobilistico giapponese
- 24 aprile - Komron Tursunov, calciatore tagiko
- 25 aprile - Allisyn Ashley Arm, attrice statunitense
- 25 aprile - Judicaël Cancoriet, rugbista a 15 francese
- 25 aprile - Jalil Elías, calciatore argentino
- 25 aprile - Carlo Fumagalli, cestista italiano
- 25 aprile - Ben Hawkey, attore britannico
- 25 aprile - Liam Henderson, calciatore scozzese
- 25 aprile - Miguel Herrán, attore spagnolo
- 25 aprile - Mack Horton, ex nuotatore australiano
- 25 aprile - Anastasija Hotfrid, sollevatrice ucraina
- 25 aprile - Filip Manojlović, calciatore serbo
- 25 aprile - Daniel Martínez, ciclista su strada colombiano
- 25 aprile - Ronaldo Martínez, calciatore paraguaiano
- 25 aprile - Ionuț Nedelcearu, calciatore rumeno
- 25 aprile - Nils van der Poel, ex pattinatore di velocità su ghiaccio svedese
- 25 aprile - Nenad Sević, calciatore serbo
- 25 aprile - María Victoria de Armas, sciatrice nautica argentina
- 26 aprile - Ahmad Allée, calciatore iracheno
- 26 aprile - Raiven, cantautrice, mezzosoprano e arpista slovena
- 26 aprile - Mattia Camboni, velista italiano
- 26 aprile - Zacharie Chasseriaud, attore francese
- 26 aprile - Artur Dalalojan, ginnasta russo
- 26 aprile - Dylan Di Perna, hockeista su ghiaccio canadese
- 26 aprile - Michael Finke, cestista statunitense
- 26 aprile - Fabián Hormazábal, calciatore cileno
- 26 aprile - Chandler Hutchison, ex cestista statunitense
- 26 aprile - Miloš Kratochvíl, calciatore ceco
- 26 aprile - Gonzalo Latorre, calciatore uruguaiano
- 26 aprile - Jamalcolm Liggins, giocatore di football americano statunitense
- 26 aprile - Kayla Miracle, lottatrice statunitense
- 26 aprile - Gabriele Moncini, calciatore italiano
- 26 aprile - Barnabás Rácz, calciatore ungherese
- 26 aprile - Jordan Siebatcheu, calciatore statunitense
- 26 aprile - Kathellen Sousa, calciatrice brasiliana
- 26 aprile - Nikola Srećković, calciatore serbo
- 26 aprile - Sun Minghui, cestista cinese
- 26 aprile - Yūma Suzuki, calciatore giapponese
- 26 aprile - Tea Tairović, cantante serba
- 26 aprile - Alexander Ursenbacher, giocatore di snooker svizzero
- 27 aprile - Szabolcs Barna, ex calciatore ungherese
- 27 aprile - Buiú, calciatore brasiliano
- 27 aprile - Léopold Cavalière, cestista francese
- 27 aprile - Eric Fantazzini, bobbista italiano
- 27 aprile - Antoinette Gasongo, judoka burundese
- 27 aprile - Vagner Gonçalves Nogueira de Souza, calciatore brasiliano
- 27 aprile - Julian Jasinski, cestista tedesco
- 27 aprile - Thōmas Kōttas, cestista greco
- 27 aprile - Mădălina Molie, sollevatrice romena
- 27 aprile - Maximilian Mundt, attore tedesco
- 27 aprile - Wilmar Paredes, ciclista su strada e pistard colombiano
- 27 aprile - Filippo Randazzo, lunghista e velocista italiano
- 27 aprile - Gergely Regős, pentatleta ungherese
- 27 aprile - Kristina Rezcova, biatleta russa
- 27 aprile - Jindřich Staněk, calciatore ceco
- 27 aprile - Federica Sugamiele, mezzofondista italiana
- 27 aprile - Perry Ng, calciatore inglese
- 27 aprile - Anne Tran, giocatrice di badminton francese
- 27 aprile - Berk Uğurlu, cestista turco
- 27 aprile - Dunstan Vella, calciatore maltese
- 28 aprile - Birnir, rapper islandese
- 28 aprile - Fabricio Bustos, calciatore argentino
- 28 aprile - Luana Bühler, calciatrice svizzera
- 28 aprile - Aaron Epps, cestista statunitense
- 28 aprile - Bojan Kovačević, calciatore serbo
- 28 aprile - Tony Revolori, attore statunitense
- 28 aprile - Nicolas Stettler, calciatore svizzero
- 28 aprile - Almamy Touré, calciatore maliano
- 29 aprile - Albert Baró, attore spagnolo
- 29 aprile - Luka Božić, cestista croato
- 29 aprile - Gustav Engvall, calciatore svedese
- 29 aprile - Ivan Fiolić, calciatore croato
- 29 aprile - Nicolás Franco, calciatore argentino
- 29 aprile - Kobe Goossens, ciclista su strada belga
- 29 aprile - Maxime Hueber-Moosbrugger, triatleta francese
- 29 aprile - Nick Kergozou, pistard e ciclista su strada neozelandese
- 29 aprile - Katherine Langford, attrice australiana
- 29 aprile - Ayami Mutō, cantante e modella giapponese
- 29 aprile - Maurice Neubauer, calciatore tedesco
- 29 aprile - María Pérez, marciatrice spagnola
- 29 aprile - Laura Rafferty, calciatrice nordirlandese
- 30 aprile - Florian Alt, pilota motociclistico tedesco
- 30 aprile - Augusto Batalla, calciatore argentino
- 30 aprile - Luca Campogrande, cestista italiano
- 30 aprile - Jorman Campuzano, calciatore colombiano
- 30 aprile - Sima, rapper e cantante slovacca
- 30 aprile - Sávio Roberto, calciatore brasiliano
- 30 aprile - Vladyslav Kočerhin, calciatore ucraino
- 30 aprile - Regan Magarity, cestista svedese
- 30 aprile - Žosselina Majga, cestista russa
- 30 aprile - Felicitas Rauch, calciatrice tedesca
- 30 aprile - Iván Rodríguez, calciatore spagnolo
- 30 aprile - Robert Rojas, calciatore paraguaiano
- 30 aprile - Carli Snyder, pallavolista statunitense
- 30 aprile - Kevin Velasco, calciatore colombiano